# Friedrich Speth
Friedrich Speth (* 25. August 1937 in Großheubach) ist ein deutscher Politiker (CSU).
Speth besuchte die Volksschule, ehe er an das Gymnasium in Miltenberg wechselte. Nach dem Abitur studierte er Pädagogik und Psychologie an der Pädagogischen Hochschule und Universität Würzburg, legte beide Staatsexamen für das Lehramt an Volksschulen ab und war darauf über mehrere Jahre als Volksschullehrer tätig. Speth war Gründungsmitglied des Kreisverbandes der Jungen Union in Miltenberg sowie Vorsitzender des Ortsverbandes der CSU in Großheubach. 1966 zog er dort in den Gemeinderat ein und wurde zweiter Bürgermeister des Marktes. Außerdem war er stellvertretender Kreisvorsitzender seiner Partei und saß im Kreistag. Von 1966 bis 1978 gehörte er dem Bayerischen Landtag an. 1970 gewann er das Direktmandat im Stimmkreis Miltenberg-Obernburg, vier Jahre später im neuen Stimmkreis Miltenberg. 